# Saint-Malo-de-la-Lande
Saint-Malo-de-la-Lande là một xã thuộc tỉnh Manche trong vùng Normandie tây bắc nước Pháp. Xã này nằm ở khu vực có độ cao trung bình 53 mét trên mực nước biển.